# Gersa I
Gersa I – wieś w Rumunii, w okręgu Bistrița-Năsăud, w gminie Rebrișoara. W 2011 roku liczyła 704 mieszkańców.